# Сенинское
Сенинское — деревня в Конаковском районе Тверской области. Входит в состав Дмитровогорского сельского поселения.

## География
Находится в юго-восточной части Тверской области на расстоянии приблизительно 9 км на восток-юго-восток по прямой от районного центра города Конаково.

## История
Известна с 1628 года. В 1859 году здесь (деревня Корчевского уезда Тверской губернии) было учтено 20 дворов.

## Население
Численность населения: 145 человек (1859 год), 43 (русские 96 %) в 2002 году, 25 в 2010.